# 1567 Alikoski
1567 Alikoski (1941 HN) là một tiểu hành tinh nằm ở rìa ngoài của vành đai chính được phát hiện ngày 22 tháng 4 năm 1941 bởi Yrjö Väisälä ở Turku. Nó được đặt theo tên nhà thiên văn học người Phần Lan Heikki A. Alikoski.